# Maccabi Tel Aviv
Maccabi Tel Aviv Sport Club (em hebraico מכבי תל אביב)‎ é um clube multiesportivo israelense. É o atual campeão e maior vencedor do Campeonato Israelense de Futebol. Possui departamentos de diferentes esportes, entre os quais basquete, futebol, handebol e vôlei. O clube também tem equipes de judô, natação entre outras modalidades.

## Departamentos

### Maccabi Tel Aviv Football Club
Maccabi Tel Aviv Football Club (em hebraico:  מועדון כדורגל מכבי תל אביב, Moadon Kaduregel Maccabi Tel Aviv) é um clube de futebol de Israel. Foi fundado em 1906.

#### História

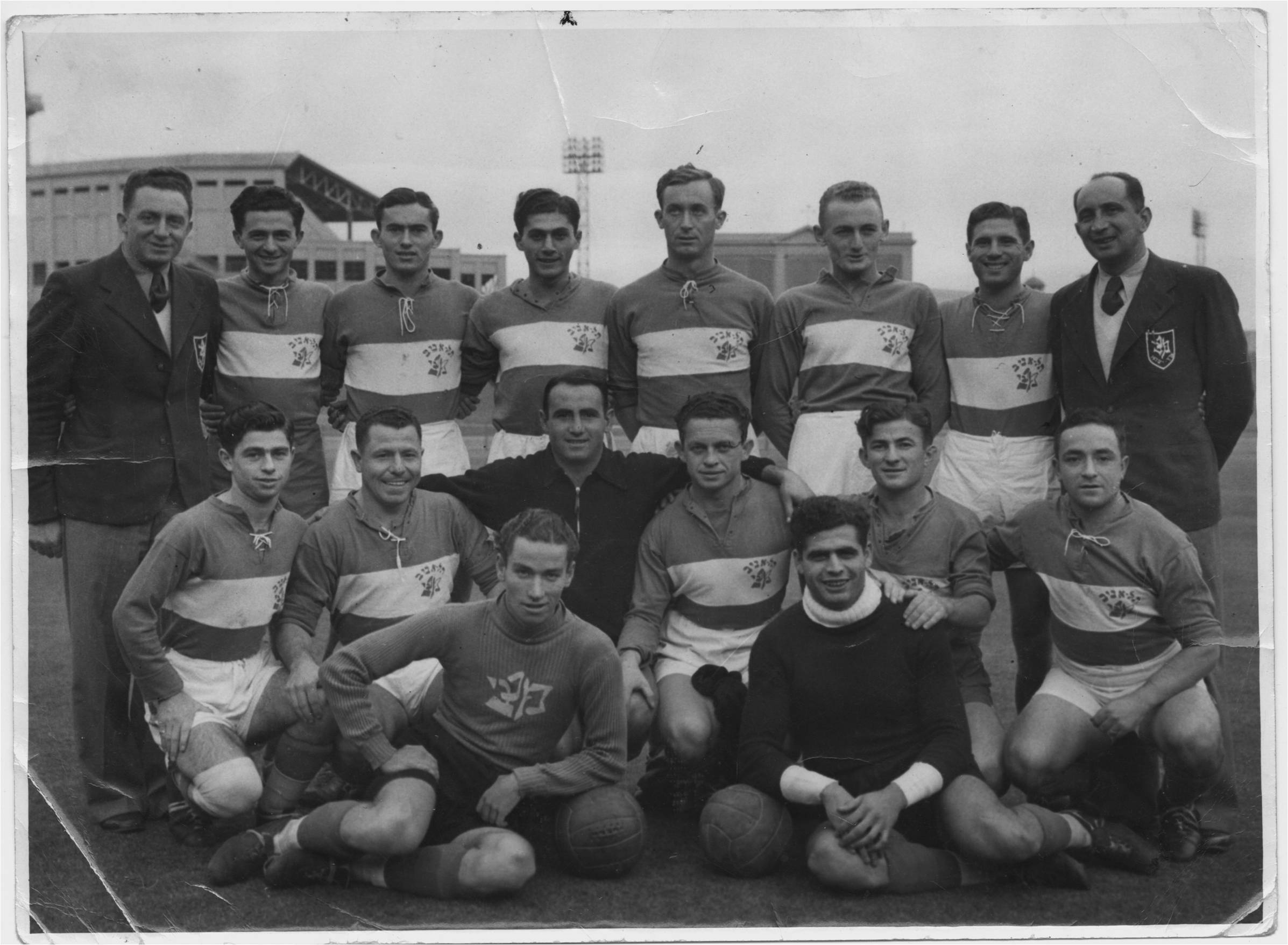
Maccabi Tel Aviv em excursão na Austrália, em 1939.

Fundado em 1906 como "HaRishon LeZion-Yaffo", foi o primeiro clube judeu dentro do território palestino.
Na temporada 2004-2005, o Maccabi participou da Liga dos Campeões da UEFA, conseguindo ser o segundo clube de Israel a disputar essa competição, após o Maccabi Haifa, que conseguiu tal proeza na temporada 2002-2003. Foi a primeira equipa a disputar jogos em Israel, já que o Maccabi Haifa teve de fazê-lo em Chipre, por motivos de segurança. Os jogos em casa foram disputados no Estádio de Ramat-Gan, já que o Estádio de Bloomfield não cumpria com os requisitos de segurança exigidos pela UEFA. A equipa foi eliminada na primeira ronda com quatro pontos, sendo ultrapassada por Bayern de Munique, Juventus e Ajax.

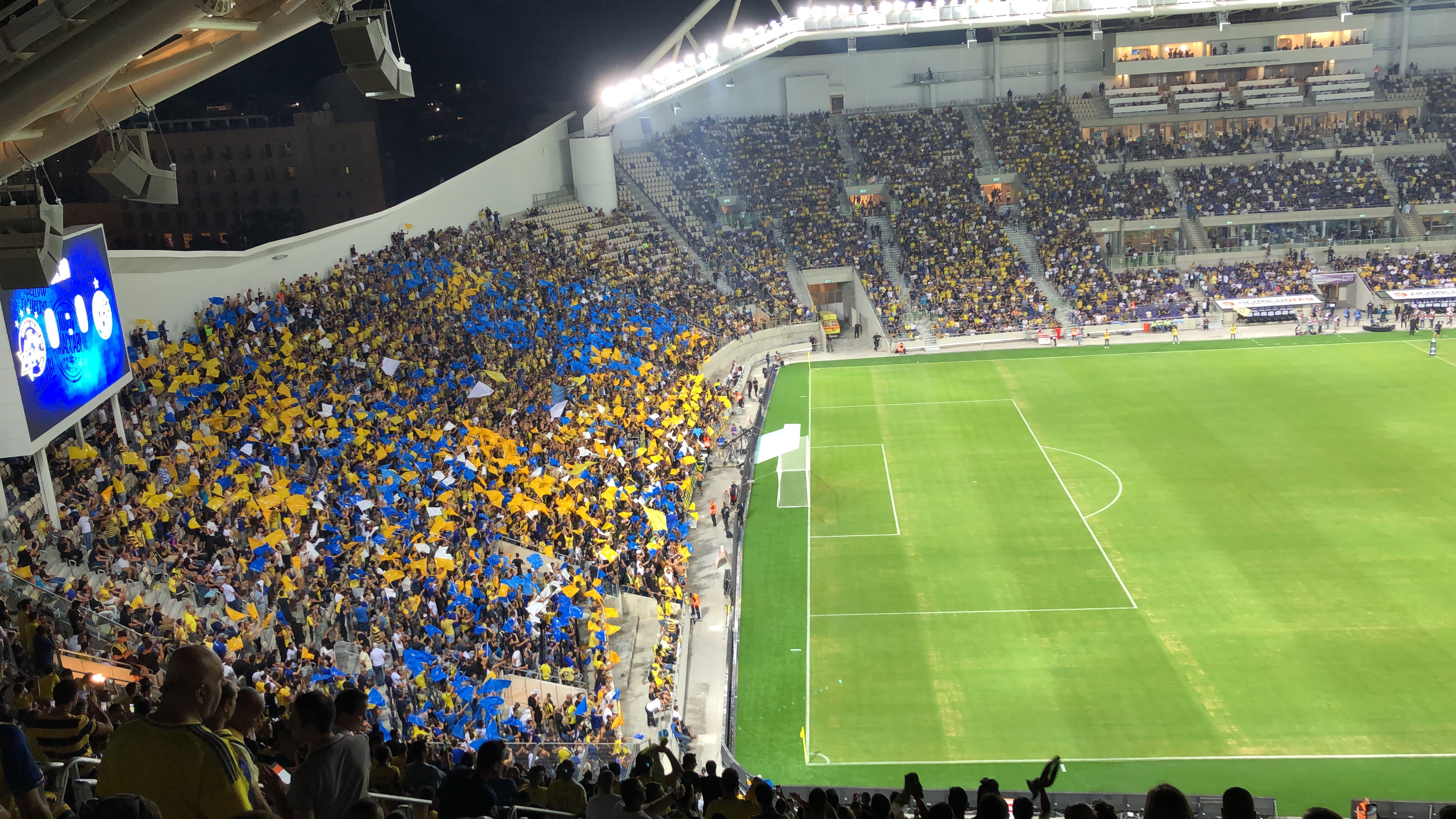
Torcedores do Maccabi Tel Aviv lotam o Bloomfield em jogo dos "auriazulinos".

#### Estádio
A equipe do Maccabi Tel Aviv realiza suas partidas no Estádio de Bloomfield, com capacidade para 29.400 espectadores.

## Títulos
| Continentais | Continentais                     | Continentais | Continentais |
|              | Competição                       | Títulos      | Temporadas |
| ------------ | -------------------------------- | ------------ | --- |
|              | Liga dos Campeões da AFC         | 2            | 1968–69, 1970–71 |
| Nacionais    |                                  |              | |
|              | Competição                       | Títulos      | Temporadas |
| Israel       | Campeonato Israelense de Futebol | 26           | 1935–36, 1937, 1939, 1941–42, 1946–47, 1949–50, 1951–52, 1953–54, 1955–56, 1957–58, 1966–68, 1969–70, 1971–72, 1976–77, 1978–79, 1991–92, 1994–95, 1995–96, 2002–03, 2012–13, 2013–14, 2014–15, 2018–19, 2019–20, 2023–24, 2024–25 |
| Israel       | Copa do Estado de Israel         | 24           | 1929, 1930, 1933, 1941, 1946, 1947, 1954, 1955, 1958, 1959, 1964, 1965, 1967, 1970, 1977, 1987, 1988, 1994, 1996, 2001, 2002, 2005, 2015, 2021                                                                                     |
| Israel       | Copa Toto                        | 9            | 1992–93, 1998–99, 2008–09, 2014–15, 2017–18, 2018–19, 2020–21, 2023–24, 2024–25 |
| Israel       | Supercopa de Israel              | 8            | 1965, 1968, 1977, 1979, 1988, 2019, 2020, 2024 |

#### Jogadores notáveis
|  | - Israel - Tal Banin - Menahem Bello - Tal Ben-Haim - Eyal Berkovic - Eli Biton - Gadi Brumer - Maor Buzaglo - Avi Cohen - Tamir Cohen - Avi Cohen - Liran Cohen - Ben Luz - Dor Malul - Erez Mesika - Moshe Mishaelof - Koby Musa - Avi Nimni - Reuven Oved - Yossi Shivhon - Avi Strool - Avi Yehiel - Albânia - Elvin Beqiri - Argentina - Guillermo Israilevich - Arménia - Yeghia Yavruyan - Bielorrússia - Yuri Shukanov - Yevgeniy Kashentsev - Bósnia e Herzegovina - Meho Kodro - Brasil - Bruno Reis - Márcio Giovanini - Ramalho - José Duarte - Eduardo Marques | - Bulgária - Igor Tomašić - Camarões - Cyril Makanaky - Émile M'Bamba - Chile - Mauricio Aros - Rodrigo Goldberg - Croácia - Đovani Roso - Ivan Režić - Tvrtko Kale - República Democrática do Congo - Alain Masudi - França - Jonathan Assous - Rudy Haddad - Yannick Kamanan - Gana - John Paintsil - Ishmael Addo - Geórgia - Klimenti Tsitaishvili - Givi Didava - Giorgi Demetradze - Hungria - Ferenc Horváth - Ádám Vezér - Letónia - Andrejs Prohorenkovs - Libéria - Dulee Johnson - Montenegro - Dragoslav Jevrić - Ivica Iliev - Nigéria - Michael Emenalo - Blessing Kaku - Henry Makinwa | - Polónia - Andrzej Kubica - Grzegorz Wędzyński - Panamá - Armando Dely Valdés - Paraguai - Aldo Adorno - Rússia - Aleksey Kosolapov - Mikhail Osinov - Dmitriy Popov - Andrey Tikhonov - Yeghia Yavruyan - Aleksandr Uvarov - Aleksandr Polukarov - Roménia - Eugen Trica - Sérvia - Dejan Ilić - Miljan Mrdaković - Eslováquia - Jozef Valachovič - Eslovénia - Andrej Komac - Trinidad e Tobago - Scott Sealy - Ucrânia - Andriy Bal - Victor Belkin - Oleksandr Kosyrin - Viktor Moroz - Uruguai - Joe Bizera - Cristian Aidinovich - Zâmbia - Emmanuel Mayuka |

## Uniformes

### Uniformes atuais
- 1º - Camisa amarela, calção e meias amarelas;
- 2º - Camisa azul, calção e meias azuis;
- 3º - Camisa branca, calção e meias brancas

| 1º Uniforme | 2º Uniforme | 3º Uniforme |

### Uniformes anteriores
- 2018-19

| Primeiro | Segundo | Terceiro |

- 2017-18

| Primeiro | Segundo | Terceiro |

- 2016-17

| Primeiro | Segundo | Terceiro |

- 2015-16

| Primeiro | Segundo | Terceiro |

- 2014-15

| Primeiro | Segundo | Terceiro |

- 2013-14

| Primeiro | Segundo |

- 2012-13

| Primeiro | Segundo |

- 2011-12

| Primeiro | Segundo | Terceiro |

## Maccabi Tel Aviv BC
Maccabi "Playtika" Tel Aviv (em hebraico: "מ.כ. מכבי תל אביב",) é uma equipe profissional de basquete que tem sede em Tel Aviv, Israel. O clube joga nas ligas Israelenses e Europeias de basquete. É a divisão de basquetebol do Maccabi Tel Aviv, clube esportivo. Em 1 de julho de 2008] o patrocinador da equipe era o conglomerado israelense de eletrônicos "Electra" e, portanto, o clube leva o seu nome por motivos de patrocínio.
O Clube foi criado em 1932 como parte do clube do Maccabi Tel Aviv clube poliesportivo de Tel Aviv fundado em 1906. Possui 51 Ligas israelenses, 41 Copas de Israel 1 Liga Adriática, e 6 Euroligas.

### História
A Liga Israelense iniciou em 1954 e o Maccabi Tel Aviv foi seu primeiro campeão. E de lá para cá tem tido extenso domínio na competição, sendo que venceu em 51 oportunidades a Liga e destas, 23 foram de maneira consecutiva (1970-1992). Outro recordes está na Copa de Israel onde o Maccabi Tel Aviv venceu em 41 oportunidades. O clube é considerado o representante nacional quando o assunto são esportes.
Durante os anos de 1969 e 2008, o Maccabi Tel Aviv foi patrocinado pela empresa Elite (conglomerado alimentício israelense) e levava a marca em seu nome. Deste Julho de 2008, possui novo patrocinador, o conglomerado Electra.

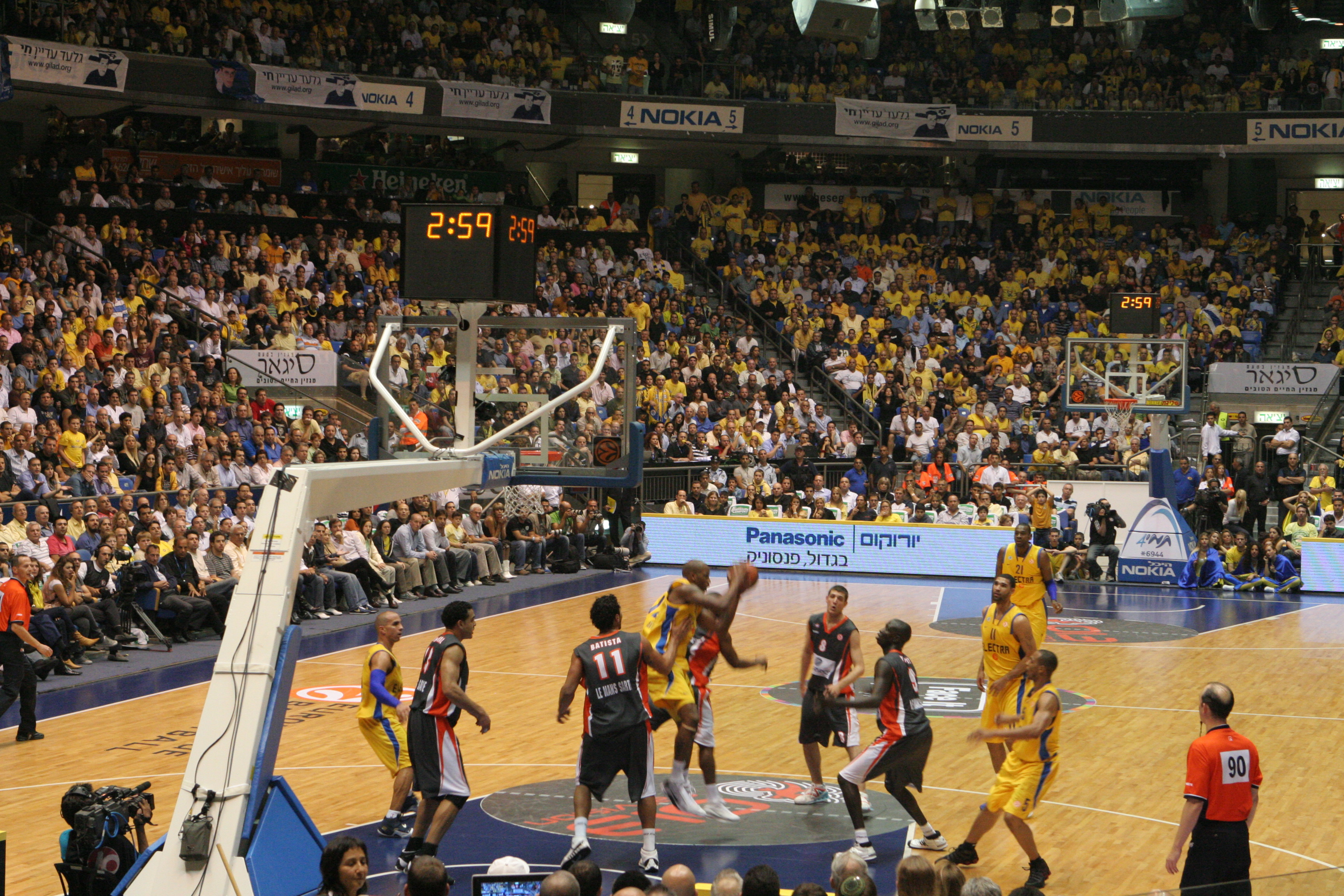
Yad Eliyahu

Desde 1963 a "casa" do clube é a Arena Yad Eliyahu em Tel Aviv. Inaugurada com capacidade para 5000 espectadores, hoje é uma moderna arena com capacidade para 11 000 espectadores.
A maioria dos treinadores do Maccabi Tel Aviv tiveram passagem no clube como jogadores. Yehoshua Rozin foi envolvido com o clube por mais de 40 anos. Ralph Klein iniciou aos 18 anos de idade e mais tarde como técnico levou o clube ao seu primeiro título europeu em 1977. Zvi Sherf jogou no segundo time do Maccabi e treinou a equipe em três oportunidades. Pini Gershon jogou nas categorias de base e como técnico levou o clube a três títulos Europeus em 2001, 2004 e 2005.
Maccabi Tel Aviv tem suprido a Seleção Israelense de Basquetebol com vários jogadores. Cinco Maccabistas, liderados por Avraham Shneur, representaram Israel no primeiro Eurobasket em 1953 na cidade de Moscou.
Tanhum Cohen-Mintz foi um dos melhores Pivô da Europa nos anos 1960 e foi escolhido para o "Time Europeu Ideal" em Madrid no ano de 1964. Mickey Berkowitz, Motty Aroesti, Lou Silver, e Eric Minkin foram fundamentais na conquista da medalha de Prata de Israel no Eurobasket de 1979 em Turim. Doron Jamchy jogou 16 anos pela Seleção Israelense totalizando 191 jogos internacionais e 3.515 pontos marcados.
Maccabi Tel Aviv foi o primeiro clube israelense a disputar a Euroliga em 1958. Desde então, disputou mais de 600 jogos em competições européias. Foi o primeiro clube israelense a fazer a final da Euroliga em 1967 e a vencer a Euroliga em seis ocasiões (1977, 1981, 2001, 2004, 2005, e 2014). Maccabi disputou 15 finais da Euroliga (1977, 1980, 1981, 1982, 1987, 1988, 1989, 2000, 2001, 2004, 2005, 2006, 2008, 2011 e 2014). Em 1994 e 2004, Maccabi organizou o Final Four em Tel Aviv.
O primeiro jogo entre equipes da NBA e FIBA foi disputado em 1978 em Tel Aviv e na ocasião o Maccabi Tel Aviv venceu os campeões da NBA daquele ano o Washington Bullets por 98–97.
Maccabi é a equipe FIBA que mais disputou partidas contra equipes da NBA, totalizando o recorde de 18 jogos e também acumula a honra de ser a primeira equipe a vencer uma equipe da NBA em solo norte americano, quando venceu o Toronto Raptors por 105-103 em 2005.

### Através das Décadas

#### Anos 1950
5 ligas israelenses, 3 Copa de Israel.
Inicia o sucesso na Liga Israelense e sua rivalidade com o Hapoel Tel Aviv.

#### Anos 1960

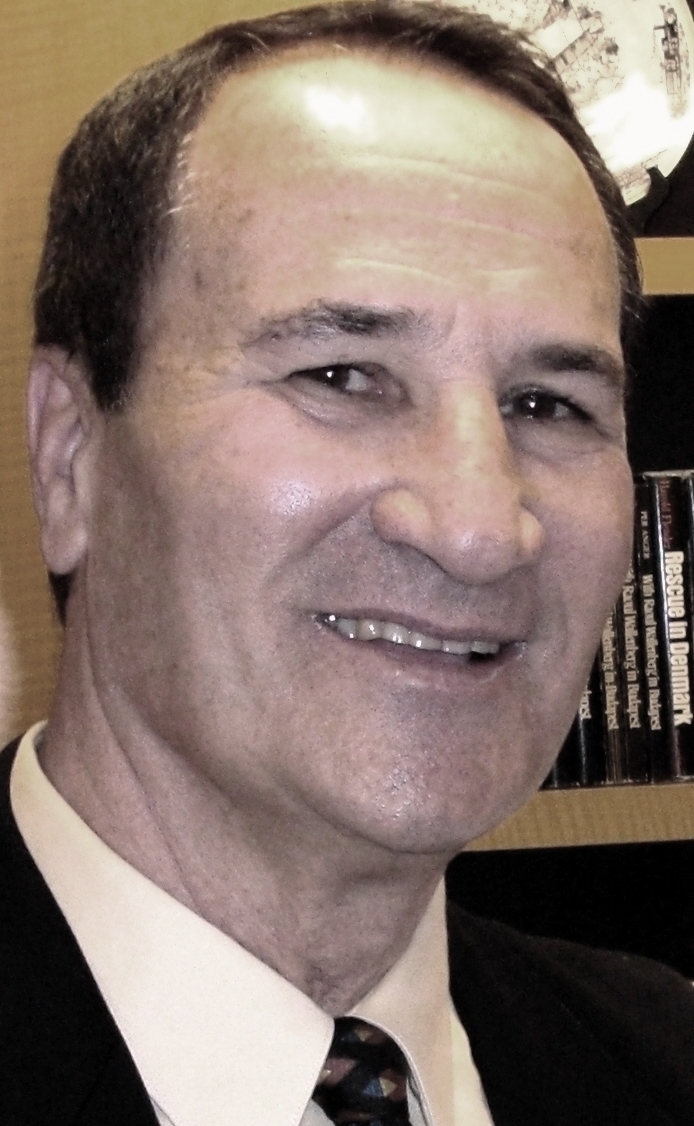
Tal Brody

6 ligas israelenses, 6 Copa de Israel.
Estabelece-se como um clube de elite europeu com estrelas como Tanhum Cohen-Mints. A rivalidade com o conterrâneo Hapoel Tel Aviv fica mais acirrada.
Tal Brody vem dos Estados Unidos para Israel em 1966, após ser escolhido como número 12 no Draft da NBA em 1965 para se dedicar ao Maccabi por apenas uma temporada, porém jogou em Tel Aviv até 1980.

#### Uniforme
| Casa | Visitante |

#### Campeonatos Mundiais
- Taça Intercontinental
  - Campeões (1): 1980
    - Vice-Campeões (1): 2014

#### Competições Continentais
- Euroliga
  - Campeão (6): 1977, 1981, 2001, 2004, 2005, 2014
  - Finalista (9): 1980, 1982, 1987, 1988, 1989, 2000, 2006, 2008, 2011

- Saporta Cup
  - Vice-Campeão : 1967

- Liga Adriática
  - Campeões : 2012
  - Finalistas:2003

- Tripla Coroa (não oficial)
  - Campeões (6): 1977, 1981, 2001, 2004, 2005, 2014

#### Competições Domésticas
- Ligat HaAl
  - Campeão (52): 1954 - 1955, 1957 - 1959, 1962 - 1964, 1967 - 1968, 1970 - 1992, 1994 - 2007, 2009, 2011 - 2012, 2014,2020-21
  - Finalista (7): 1960, 1961, 1966, 1969, 2008, 2010, 2013

- Copa de Israel de Basquete
  - Campeão (41): 1956, 1958, 1959, 1961, 1963 - 1966, 1970 - 1973, 1975, 1977 - 1983, 1985 - 1987, 1989 - 1991, 1994, 1998 - 2006, 2010 - 2014
  - Finalista (5): 1962, 1969, 1996, 1997, 2008

- Copa da Liga israelense
  - Campeão (5): 2007, 2010 - 2013
  - Finalista (2): 2009, 2014

#### Partidas contra equipes daNBA
| 8 Setembro de 1978 |  | Washington Bullets | 97–98 | Maccabi Tel Aviv* |  | Arena Yad Eliyahu, Tel Aviv |  |

| 28 Agosto de 1984 |  | New Jersey Nets | 97–104 | Maccabi Tel Aviv |  | Arena Yad Eliyahu, Tel Aviv |  |

| 29 Agosto de 1984 |  | Phoenix Suns | 98–113 | Maccabi Tel Aviv |  | Arena Yad Eliyahu, Tel Aviv |  |

| 9 Outubro de 1988 |  | Philadelphia 76ers | 108–107 | Maccabi Tel Aviv |  | The Spectrum, Philadelphia, Pennsylvania |  |

| 12 Outubro de 1989 |  | Miami Heat | 101–95 | Maccabi Tel Aviv |  | Miami Arena, Miami, Florida |  |

| 16 Outubro de 1990 |  | Los Angeles Lakers | 129–106 | Maccabi Tel Aviv |  | The Forum, Inglewood, California |  |

| 24 Outubro de 1991 |  | Los Angeles Clippers | 146–112 | Maccabi Tel Aviv |  | San Diego Sports Arena, San Diego, California |  |

| 27 Outubro de 1991 |  | Los Angeles Clippers | 98–93 | Maccabi Tel Aviv |  | LA Memorial Sports Arena, Los Angeles, California |  |

| 11 Outubro de 1999 |  | Miami Heat | 126–91 | Maccabi Tel Aviv |  | Arena Yad Eliyahu, Tel Aviv |  |

| 16 Outubro de 2005 |  | Toronto Raptors | 103–105 | Maccabi Tel Aviv ** |  | Air Canada Centre, Toronto, Ontario |  |

| 19 Outubro de 2005 |  | Orlando Magic | 93–79 | Maccabi Tel Aviv |  | TD Waterhouse Centre, Orlando, Florida |  |

| 8 Outubro de 2006 | Boxscore | San Antonio Spurs | 97–84 | Maccabi Tel Aviv |  | Palais Omnisports de Paris-Bercy, Paris |  |

| 11 Outubro de 2006 | Boxscore | Phoenix Suns | 119–102 | Maccabi Tel Aviv |  | Kölnarena, Cologne |  |

| 17 Outubro de 2006 | Boxscore | Cleveland Cavaliers | 93–67 | Maccabi Tel Aviv |  | Quicken Loans Arena, Cleveland, Ohio |  |

| 19 Outubro de 2006 | Boxscore | Toronto Raptors | 118–84 | Maccabi Tel Aviv |  | Air Canada Centre, Toronto, Ontario |  |

| 11 Outubro de 2007 | Boxscore | New York Knicks | 112–85 | Maccabi Tel Aviv |  | Madison Square Garden, New York City |  |

| 18 Outubro de 2009 | Boxscore | New York Knicks | 106–91 | Maccabi Tel Aviv |  | Madison Square Garden, New York City |  |

| 20 Outubro de 2009 | Boxscore | Los Angeles Clippers | 108–96 | Maccabi Tel Aviv |  | Staples Center, Los Angeles, California |  |

| 5 Outubro de 2014 | Boxscore | Cleveland Cavaliers | 107–80 | Maccabi Tel Aviv |  | Quicken Loans Arena, Cleveland, Ohio |  |

| 7 Outubro de 2014 | Boxscore | Brooklyn Nets | 111–94 | Maccabi Tel Aviv |  | Barclays Center, Brooklyn, New York City |  |

 * Primeira equipe européia a vencer uma equipe da NBA.

 ** Primeira equipe européia a vencer uma equipe da NBA em solo Norte Americano.